# Chandon
Chandon là một xã trong tỉnh Loire miền trung nước Pháp.